# Александровка (Саннинский сельсовет)
Алекса́ндровка (баш. Александровка) — деревня в Благовещенском районе Республики Башкортостан Российской Федерации. Входит в состав Саннинского сельсовета.

## География

### Географическое положение
Расстояние до:
- районного центра (Благовещенск): 39 км,
- центра сельсовета (Саннинское): 4 км,
- ближайшей ж/д станции (Загородная): 53 км.

## Население
| 2002 | 2009 | 2010 |
| ---- | ---- | ---- |
| 131  | ↘59  | ↘40  |

## Инфраструктура
Личное подсобное хозяйство.

## Транспорт
Деревня доступна автотранспортом.